# (19679) Gretabetteo
(19679) Gretabetteo (1999 RF179) – planetoida z pasa głównego asteroid okrążająca Słońce w ciągu 3,78 lat w średniej odległości 2,42 j.a. Odkryta 9 września 1999 roku.